# Yordan Álvarez
Yordan Rubén Álvarez Cadogan (27 de junio de 1997) es un Bateador designado de béisbol profesional cubano y jardinero izquierdo de los Astros de Houston de la Major League Baseball (MLB). Hizo su debut en la MLB en el 2019 con los Astros. Apodado "Air Yordan", Álvarez mide 6 pies 5 pulgadas (1,96 m), pesa 225 libras (102 kg), batea con la mano izquierda y lanza con la mano derecha.

## Carrera profesional

### Serie Nacional de Cuba
Yordan Álvarez jugó dos temporadas en la Serie Nacional de Cuba (CNS) con los Leñadores de Las Tunas. En su segunda temporada, 2014-15, bateó .351, ocupando el segundo lugar en los Leñadores, y conectó un doble y un jonrón en 40 juegos y 125 apariciones en el plato.

#### Deserción de Cuba
Álvarez desertó de Cuba, luego estableció su residencia en Haití en 2016. Mientras estaba en Haití, conoció a su futuro compañero de equipo de los Astros de Houston, Yulieski Gourriel, y a su hermano, Lourdes Gourriel Jr., también futuro jugador de ligas mayores, y a otros cubanos. Álvarez luego viajó a West Palm Beach, Florida, donde los Astros estaban construyendo su sitio de entrenamiento de primavera, The Ballpark of the Palm Beaches. Se hizo amigo del cazatalentos de los Astros, Charlie González, quien presionó a los funcionarios del club para que firmaran a Álvarez. Sin embargo, el club se negó, ya que ya había incurrido en sanciones por firmar el contrato de cinco años y $ 47,5 millones de Gurriel. Álvarez firmó con Los Angeles Dodgers como agente libre internacional en junio de 2016 por $2 millones.
Álvarez hizo su debut profesional en 2016 con los Astros de la Liga Dominicana de Verano, donde pasó el resto del año, bateando .341 con un OPS de .974 en 16 juegos.

### Houston Astros
El 9 de junio de 2019, los Astros seleccionaron el contrato de Álvarez y lo ascendieron para que hiciera su debut en las Grandes Ligas esa tarde frente a los Orioles de Baltimore.
Ganó el premio al Novato del Mes de la Liga Americana (AL) tanto para junio como para julio, el primer Astro en hacerlo, luego de obtener 48 hits, batear .336, 13 dobles, 13 jonrones y 39 carreras impulsadas, slugging de .699 y OPS de 1.120. También lideró la MLB con un OPS de 1.120 desde su debut, y fue segundo en la Liga Americana con un OBP de .421, cuarto en SLG, sexto en carreras impulsadas y séptimo en promedio. Por lo tanto, emergió como uno de los principales contendientes para los honores de Novato del Año de la Liga Americana a pesar de su comienzo tardío de la temporada.
En 2019, Álvarez bateó .313/.412/.655 con 27 jonrones y 75 impulsadas en 313 turnos al bate, y fue el noveno pelotero más joven de la Liga Americana. El ganador unánime del Premio al Novato del Año de la Liga Americana, el porcentaje de slugging (SLG) de .655 de Álvarez y el porcentaje de embase más slugging (OPS) de 1.067 fueron los más altos en la historia para un novato calificado, superando Shoeless Joe Jackson 's 1.058 OPS durante su campaña de novato de 1911 (mínimo 350 apariciones en el plato). Álvarez también lideró a los novatos de la Liga Americana en porcentaje de embase (OBP, .412) y extrabases (53), y fue segundo en HR y RBI. Asimismo, HoustonEl capítulo de la Asociación de Escritores de Béisbol de América (BBWAA) votó a Álvarez como el Novato del Año de los Astros.

#### 2020
Álvarez se quedó fuera el comienzo de la temporada 2020 después de haber dado positivo por COVID-19. Regresó en agosto y jugó solo dos juegos antes de someterse a una cirugía artroscópica en ambas rodillas, lo que lo cerró por el resto de la temporada.

#### 2021
En la temporada 2021, bateó para .277/.346/.531 y lideró a los Astros en jonrones (33), carreras impulsadas (104) y ponches (145) y empató en el liderato del equipo en dobles matanzas con roletazos (GIDP, 16) en 537 turnos al bate. Fue nombrado segundo equipo All-MLB Team en DH, la segunda selección de su carrera.

#### 2022
En 2022, bateó .306/.406/.613, estableciendo récords de carrera en jonrones (37), carreras anotadas (95) y bases por bolas (78), y su línea de corte estableció los mejores récords de carrera. Conectó un cuadrangular de tres carreras en sexto juego de la Serie Mundial y ayudó al equipo de Houston a ganar su segunda serie mundial.

## Vida personal
Los padres de Álvarez son Agustín Eduardo Álvarez Salazar y Mailyn Cadogan Reyes. También tiene un hermano, Yonder Álvarez Cadogan. Fue durante un partido en el Minute Maid Park contra los Minnesota Twins el 23 de agosto de 2022 que su familia lo vio jugar profesionalmente por primera vez desde que salió de Cuba.